# Santiago Sayago
Santiago Sayago (Montevideo, 1793 - 25 de octubre de 1863) fue un político uruguayo del partido Colorado.
Hijo de Juan Arce y Sayago y Josefa Orrego y Lares. Casado con Facunda Ribero Milán, una hija del estanciero Gabriel Antonio Ribero y Delgado-Melilla y de Doña Anastasia Milán.

## Biografía
Fue constituyente, legislador y Ministro de Hacienda del Gobierno de la Defensa en 1844 y del Triunvirato en 1853. También Jefe Político y de Policía de Montevideo del 14 de junio al 20 de octubre de 1852.
Fue diputado representando a Canelones en la primera legislatura de la Cámara de Representantes que se instaló en Uruguay. En años posteriores también ocuparía esta cámara entre 1838 y 1841 representando a San José en la 3.ª legislatura. Fue elegido senador en 1855.